# Collette Spinetti
Alejandra Collette Spinetti Núñez, también conocida artísticamente como Collette Richard (Paso de los Toros, 27 de julio de 1965), es una bailarina, profesora de literatura y activista uruguaya.
Secretaria de derechos humanos por el mandato del Frente Amplio período: 2025-2030
Es reconocida por su labor en CTU Colectivo Trans del Uruguay. 
También es bailarina profesional. 

## Biografía
Nació en Paso de los Toros, pero muy joven se mudó a Montevideo, ciudad donde aún reside. En 1984 egresó como bailarina de folclore de la Escuela Nacional de Danza del SODRE y el 13 de noviembre de 1989 se recibió como profesora de literatura del Instituto de Profesores Artigas, título entregado con el nombre asignado al nacer, 33 años después el Ipa le entregó el título con el nombre y género que corresponden a su identidad . Paralelamente, comenzó a actuar en la movida under montevideana donde se la bautizó como Collette Richard, por el personaje de una obra teatral que interpretaba. 
Ha sido durante varios años la presidenta de la Unión Trans del Uruguay (UTRU) y vocera de varios proyectos para obtener derechos del colectivo de mujeres transexuales en el Uruguay. Fue directora de la división de Folclore del SODRE entre 2015 y 2017. Asimismo, desde su fundación, integra el sector político de izquierda Casa Grande, liderado por la senadora Constanza Moreira.

## Televisión
En septiembre de 2020, participó del programa televisivo MásterChef Celebrity Uruguay en Canal 10.